# Cyrtopodion medogense
Espèce
Synonymes
- Tenuidactylus medogensis Zhao & Li, 1987

Cyrtopodion medogense est une espèce de geckos de la famille des Gekkonidae.

## Répartition
Cette espèce est endémique du Tibet en Chine. 

## Étymologie
Son nom d'espèce, composé de medog et du suffixe latin -ense, « qui vit dans, qui habite », lui a été donné en référence au lieu de sa découverte, le xian de Mêdog.

## Publication originale
- Zhao & Li, 1987 : A new lizard of Tenuidactylus and a new Tibetan snake record of Amphiesma. Acta Herpetologica Sinica, vol. 6, n. 1, p. 48-51.